# Jacques Nicolas Billaud-Varenne
Jacques Nicolas Billaud-Varenne, někdy také Jean Nicolas (23. dubna 1756, La Rochelle – 3. června 1819, Port-au-Prince) byl francouzský revolucionář a politik; hlavní viník zářijového masakru (1792), jako předseda Konventu předvolatel Marie Antoinetty před revoluční tribunál (1793).

## Život
Byl synem zámožného právníka, nejprve prokurátora, později advokáta. Po bouřlivém dospívání příslušníka zlaté mládeže, vstoupil do mnišského řádu oratoriánů. Stal se studijním vedoucím kláštera v městečku Juilly. Určitý čas žil dle řádových stanov v pokoře a zbožnosti a v řádu vystudoval práva. Roku 1783 opouští řeholi a roku 1785 se stal advokátem v Paříži. Dalším rokem uzavřel sňatek s dcerou velkostatkáře z Verdunu a připojil příjmení své ženy k svému (Varenne) a stal se zámožným a váženým měšťanem.
Francouzskou revoluci přivítal s nadšením. Byl autorem řady letáků, útočících proti církvi a proti aristokracii. Roku 1791 byl jmenován soudcem 4. pařížského obvodu a sblížil se s Dantonem, Maratem a Robespierrem. Vedl jakobínský klub a byl jedním z původců útoku na Tuilerijský palác 10. srpna 1792. Spolu s Dantonem zorganizoval tzv. zářijové masakry. V Konventu požadoval okamžitou popravu krále, významně přispěl pádu girondistů a obžaloval generála Custine, Houcharda a řadu dalších spolu s četnými jejich podřízenými, adjutanty a úředníky s kterými přišel při svých inspekčních cestách do styku a které vybíral namátkou. V době Hrůzovlády byl předsedou Konventu a členem Výboru pro veřejné blaho. Na jeho přání byli předvoláni před revoluční tribunál vévoda Ludvík Filip II. Orleánský, královna Marie Antoinetta (proces s Marií Antoinettou) a četné další oběti krvelačného běsnění. Přestože byl pouhou kreaturou Robespierra, vykonávající špinavou práci, v době thermidorského převratu 27. července 1794 se podílel na jeho pádu.
Po převratu však přece byl zatčen, ale díky četným kontaktům se vyhnul gilotině a byl odsouzen k deportaci do Cayenne (1. srpna 1795). Roku 1799 byla vyhlášena rozsáhlá amnestie, která zahrnovala i Billauda-Varenne. Ten ji však odmítl a zůstal v pustinách Guayany. Roku 1816 odjel do New Yorku a pokusil se kontaktovat francouzské emigranty. Všude se ale setkal s pohrdavým odmítáním a proto odjel na Santo Domingo, kde obdržel od prezidenta Petiona malou penzi. V Port-au-Prince také zemřel. Roku 1821 jeho jménem vydané paměti jsou podvrhem.